# 26284 Johnspahn
26284 Johnspahn este o planetă minoră (asteroid) din centura de asteroizi. A fost descoperită pe 17 septembrie 1998 la Stația Anderson Mesa de Lowell Observatory Near-Earth-Object Search. 
Obiectul prezintă o orbită caracterizată de o semiaxă mare de 2,4102852 UAi, o excentricitate de 0,08, o înclinație de 7,19708 ° în raport cu ecliptica.